# Laurențiu Roșu
Laurenţiu Roşu (26 de outubro de 1975) é um ex-futebolista romeno.